# Julius Hensel
Julius Hensel (provavelmente em Berlim, 30 de abril de 1844 – Jelenia Góra, 12 de junho de 1903) foi um químico, farmacêutico e médico alemão.

## Obras
Suas publicações tiveram várias edições, durante sua vida parcialmente por ele mesmo melhoradas, em diversas gráficas, parcialmente com títulos modificados e como reimpressões disponíveis ainda na atualidade.
- (Ed.): Die Retorte. Zeitung für practische Pharmacie. Conrad, Berlin 1867 (bis 1869 von dem Apotheker Julius Krüger fortgesetzt unter den Namen Pharmazeutische Presse und Berliner Apothekerzeitung)
- Ueber causalmechanische Entstehung von Organismen. Verlag von Julius Hensel, Stuttgart 1881 (unter dem Pseudonym „Pilgermann“).
- Neue Makrobiotik, oder: Die Kunst Seuchen zu verhüten und zu heilen, nebst einer Heilmittel-Liste; für Mediciner und Behörden. Verlag von Julius Hensel, Stuttgart 1881
- Das Leben: seine Grundlagen und die Mittel zu seiner Erhaltung. Huseby & Co., Christiana (Oslo), 1885
- Mineralische Düngung, der natürliche Weg zur Lösung der sozialen Frage. Selbstverlag, Hermsdorf o.J.
- Makrobiotik, oder: Unsere Krankheiten und unsere Heilmittel. Ergänzung zu: Das Leben, seine Grundlagen und die Mittel zu seiner Erhaltung; für praktische Ärzte und gebildete Leute. Boericke und Tafel, Philadelphia / Leipzig, 1892 (erneut verlegt von Otto Borggold, Leipzig 1904)
- Bread from Stones. A New and Rational System of Land Fertilization and Physical Regeneration. Translated from the German. A. J. Tafel, Philadelphia, 1894 (spätestens seit 1927 zahlreiche Übersetzungen ins Deutsche)
- Vereinfachte Heilkunst auf physiologische Chemie begründet: I. Rheumatismus und Tuberkulose. II. Wie entstehen Bacillen? Otto Borggold, Leipzig 1899
- Die lebenswichtige Bedeutung der Mineralstoffe des Blutes und der gesamten Lebenssubstanz. Otto Borggold, Leipzig 1902
- Das Wichtigste von der ganzen Heilkunst oder: Was braucht der Mensch zum Leben und Gesundbleiben? Otto Borggold, Leipzig 1903